# Antoni Riba

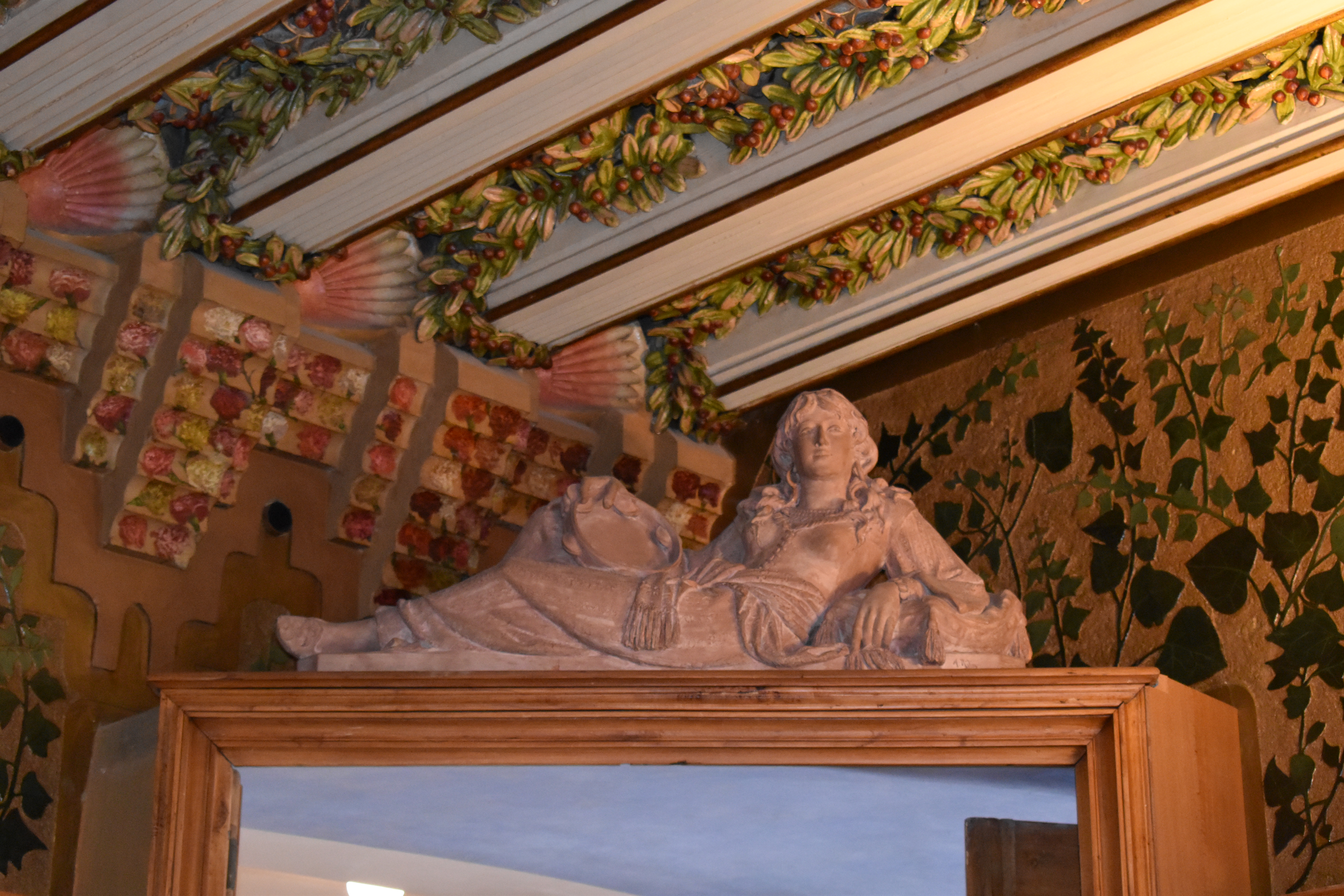
Figura de odalisca en el comedor de la casa Vicens, obra de Antoni Riba

Antoni Riba i Garcia (Tortosa, 27 de enero de 1859-Barcelona, 1 de febrero de 1932) fue un escultor español.

## Biografía
Era hijo de Joan Riba Cardús y Josepa Garcia Franquet. Su hermano Carles fue también escultor, especializado en imaginería religiosa. Casó con Adela Bracons Casablancas y fueron padres del poeta y escritor Carles Riba y del dibujante y grabador Antoni Riba i Bracons. Militante carlista, participó en la tercera guerra carlista, donde alcanzó el grado de oficial, pese a tener solo diecisiete años al final de la contienda.
Estudió en la Escuela de la Lonja de Barcelona con Francisco Font y entró a trabajar como aprendiz en el taller de Agapito Vallmitjana. Cultivó preferentemente el retrato, la obra religiosa y la escena costumbrista. En 1882 expuso en la Sala Parés de Barcelona junto con otros artistas. En 1885 expuso en el Centro de Acuarelistas de Barcelona.
Realizó varias obras para la casa Vicens, obra de Antoni Gaudí (1883-1885): unos amorcillos de terracota para el balcón de la torre de la esquina; dos figuras de terracota de estilo orientalista para el comedor, una masculina y otra femenina, probablemente una odalisca; unos bajorrelieves de terracota en la cascada monumental que representaban unos niños nadando; y diversos trabajos de decoración en los entrevigados del techo del comedor y los dormitorios.
Realizó las estatuas de San Juan de la Cruz y de San Juan de Lassalle para la iglesia del Sagrado Corazón de Manlleu. Fue autor también de un Fígaro (1889), un retrato de Carlos María de Borbón, duque de Madrid (1898) y un busto de su esposa, Adela Bracons. Muchas obras suyas se han perdido.
En 1915 entró a trabajar como administrativo en el Ayuntamiento de Barcelona y abandonó el arte, al parecer debido a una crisis creativa que le llevó a destruir varias de sus obras.